# تندپا و بادپا
تندپا و بادپا (به آلمانی: Feuerschuh und Windsandale) کتابی از اورسولا ولفل با ترجمهٔ کمال بهروزکیا است که در سال ۱۳۷۱ منتشر و در مراسم کتاب سال جمهوری اسلامی ایران به‌عنوان کتاب برگزیده معرفی شد.